# Iwtschenko Progress D-27
Das Iwtschenko Progress D-27 ist ein Turboprop-Triebwerk, das vom ukrainischen Hersteller Iwtschenko Progress in Zusammenarbeit mit OAO Motor-Sitsch entwickelt wurde. Das auffälligste Merkmal sind die zwei koaxialen gegenläufigen Propeller. Der vordere Propeller hat acht Blätter, der hintere sechs. Es ist eines der leistungsfähigsten Propellertriebwerke überhaupt, nur das Kusnezow NK-12 aus den 1960er-Jahren ist leistungsstärker, und das EPI TP400 für den Airbus A400M weist ähnliche Leistungsdaten auf.

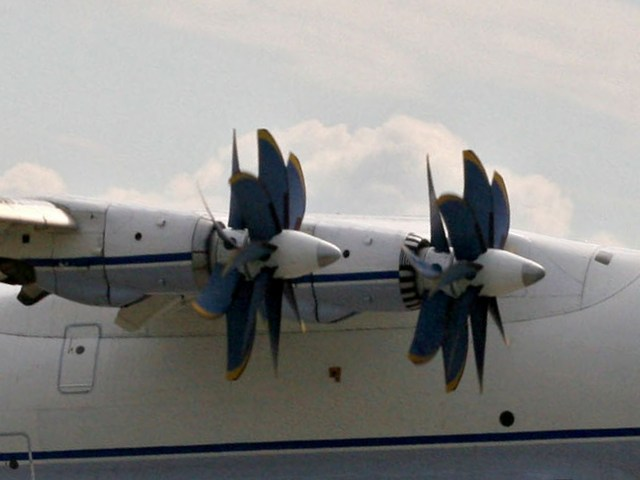
D-27 montiert an An-70

## Geschichte
In den 1980er-Jahren wurde das Turboprop-Triebwerk vom D-36 (über das D-136- und D-236-Triebwerk) abgeleitet. Die sichelförmigen Propeller des Typs Stupino SW-27 wurden von der Firma Aerosila entwickelt und sind aus Verbundwerkstoff gefertigt. Zum Einsatz kommt das Triebwerk am Prototyp der Antonow An-70. Auch für die projektierten Flugzeuge Antonow An-180 und Jakowlew Jak-44 war es vorgesehen.

## Propfan oder Turboprop?
Es gibt einen Diskurs über die Frage, ob es sich um ein reines Turboprop- oder ein sog. Propfan-Triebwerk handelt. Ein Turboprop-Triebwerk bezieht den Vortrieb nahezu ausschließlich aus den Propellern. Bei modernen Turbofantriebwerken beträgt der Schubanteil aus dem Kernstrom etwa 15 % bis 20 %. Beim D-27 scheint der Abgasstrahl jedoch nicht nennenswert zum Vortrieb beizutragen.

## Technische Daten
Die Dreiwellenturbine verfügt über einen dreistufigen Hochdruckverdichter mit zwei axialen und einer radialen Stufe, sowie über einen fünfstufigen Niederdruckverdichter; beide Verdichter werden durch eine jeweils einstufige Hoch- bzw. Niederdruckturbine angetrieben; es folgt eine vierstufige Arbeitsturbine.
| Kenngröße                    | Daten                 |
| ---------------------------- | --------------------- |
| Hersteller                   | Iwtschenko Progress   |
| Durchmesser                  | 1,37 m                |
| Länge                        | 4,20 m                |
| Gewicht                      | 1650 kg               |
| Propellerdurchmesser         | 4,49 m                |
| Propellerdrehzahl beim Start | 1000/min              |
| Propellerdrehzahl im Flug    | 850/min               |
| Leistung                     | 10.440 kW (14.194 PS) |